# フリヴニャ
フリヴニャ（ウクライナ語: гривня [ˈɦrɪu̯nʲɐ] ( 音声ファイル) フルィーウニャ）は、ウクライナの通貨単位。
国際通貨コード（ISO 4217）は「UAH」。ウクライナ語の略称は「грн. (hrn.) 」。補助単位はコピーカ (копійка [koˈpʲii̯kɐ] ( 音声ファイル)) であり、1フリヴニャ=100コピーカである。通貨記号は、「₴（）」（キリル文字「Г」の筆記体に横二重線を重ねたもの）である。

## 名称
| 言語                 | ラテン文字                | キリル文字 | 仮名               |
| -------------------- | ------------------------- | ---------- | ------------------ |
| ウクライナ語         | hryvnia, hrivnia, hryvnya | гривня     | フリヴニャ         |
| ロシア語             | grivna                    | гривна     | グリヴナ、フリヴナ |
| クリミア・タタール語 | grivnâ                    | гривна     |                    |
| ハンガリー語         | hrivnya                   |            |                    |
| ルーマニア語         | grivnă                    | гривнэ     |                    |

## 歴史

### 20世紀まで
フリヴニャは11世紀にキエフ大公国で通貨として使われていた（グリヴナ）。これは、ルーシ全体の通貨であったとされる。
フリヴニャはスラヴ語のgrivaから派生している。現在ではフリヴニャは馬のたてがみという意味であるが、もとは印欧祖語で「首」を意味する語が語源と考えられている。例えばサンスクリット「ग्रीवा（griva）」はこの意味である。そこからフリヴニャは、’’首’’の周りに着用される金や銀で作られた装飾品を指し示すようになり、転じて一定の重さの金塊か銀塊を示すことになった。
当時は他にもノガタ、クナ、ヴェクシャの3つの補助単位が使われていた。ノガタ (nogata) は熊や狼のような大きな動物の毛皮を意味し、クナ (kuna) はテンなどの小動物の毛皮を意味している。最も小さなヴェクシャ (veksha) はリスの毛皮を意味している。

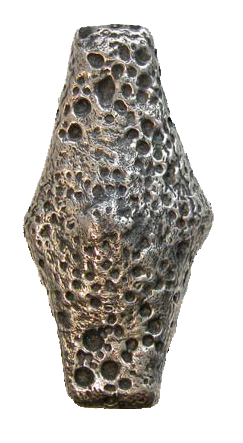
キエフ大公国の菱形フリヴニャ。
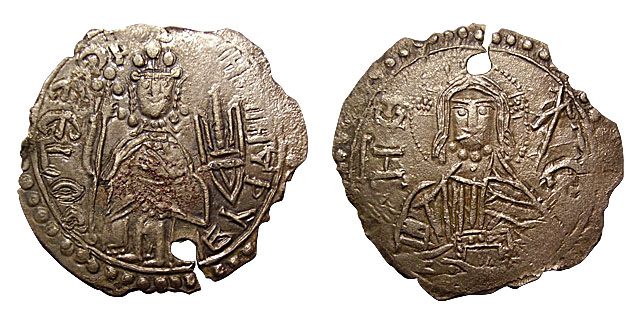
ヴォロディーメル1世大公の銀貨。
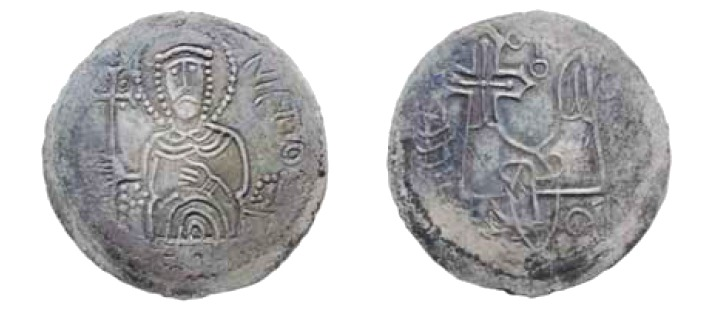
スヴャトポルク1世の銀貨。

ロシア帝国時代は、ウクライナではカルボーヴァネツィと呼ばれたルーブルが通貨単位として用いられた。ウクライナにおけるルーブリは、それまでのフリヴニャに新たに名称を与えるという形で現れた。のち、ズロトニクなど帝国共通の単位が用いられるようになった。

### ウクライナ内戦期
1917年に成立したウクライナ人民共和国では、共和国成立以前からウクライナ中央ラーダによって新しいウクライナの通貨の選定が行われていた。最初に採用されたのはカルボーヴァネツィで、1917年7月18日に決定された。これは、ロシアの通貨単位ルーブリのウクライナ名がカルボーヴァネツィであったことを考えれば、ウクライナが独自の通貨を定めることにより自国の独自性を強調すると同時に、ロシアとの連携関係も重視していたことを意味していると考えられる。補助単位としてはシャーフが採用され、200シャーフで1カルボーヴァネツィとされた。
しかし、十月革命でボリシェヴィキが政権を奪取すると、それを非難したウクライナとソビエト・ロシアの関係は急激に悪化、ウクライナ・ソビエト戦争が開始された。12月19日には100カルボーヴァネツィに相当する単位としてクピュラが制定された。1918年1月、赤軍によって首都を追われたウクライナ政府はドイツ帝国と同盟することで首都を奪還した。

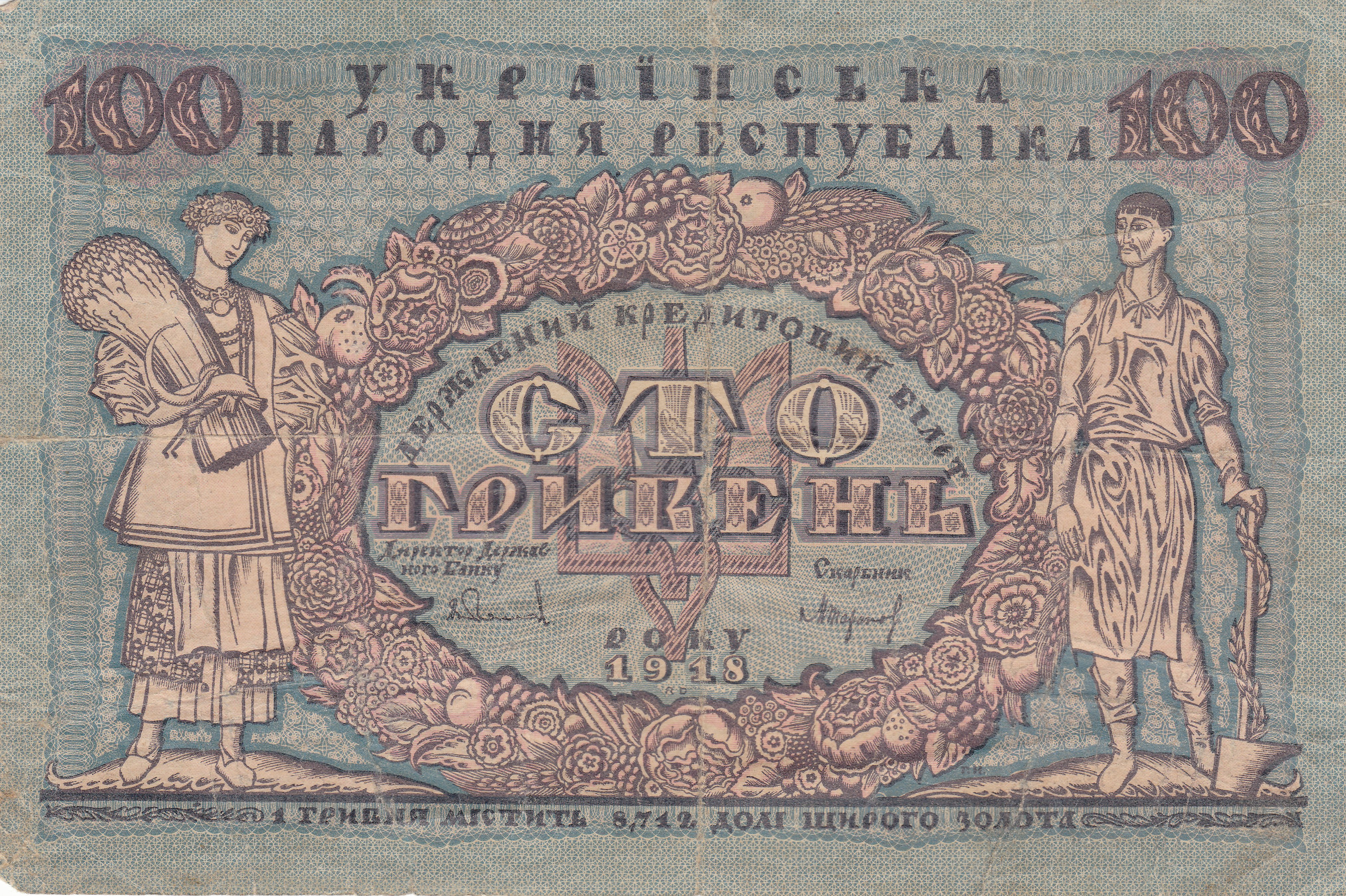
ウクライナ人民共和国の100フリヴニャ（表）。
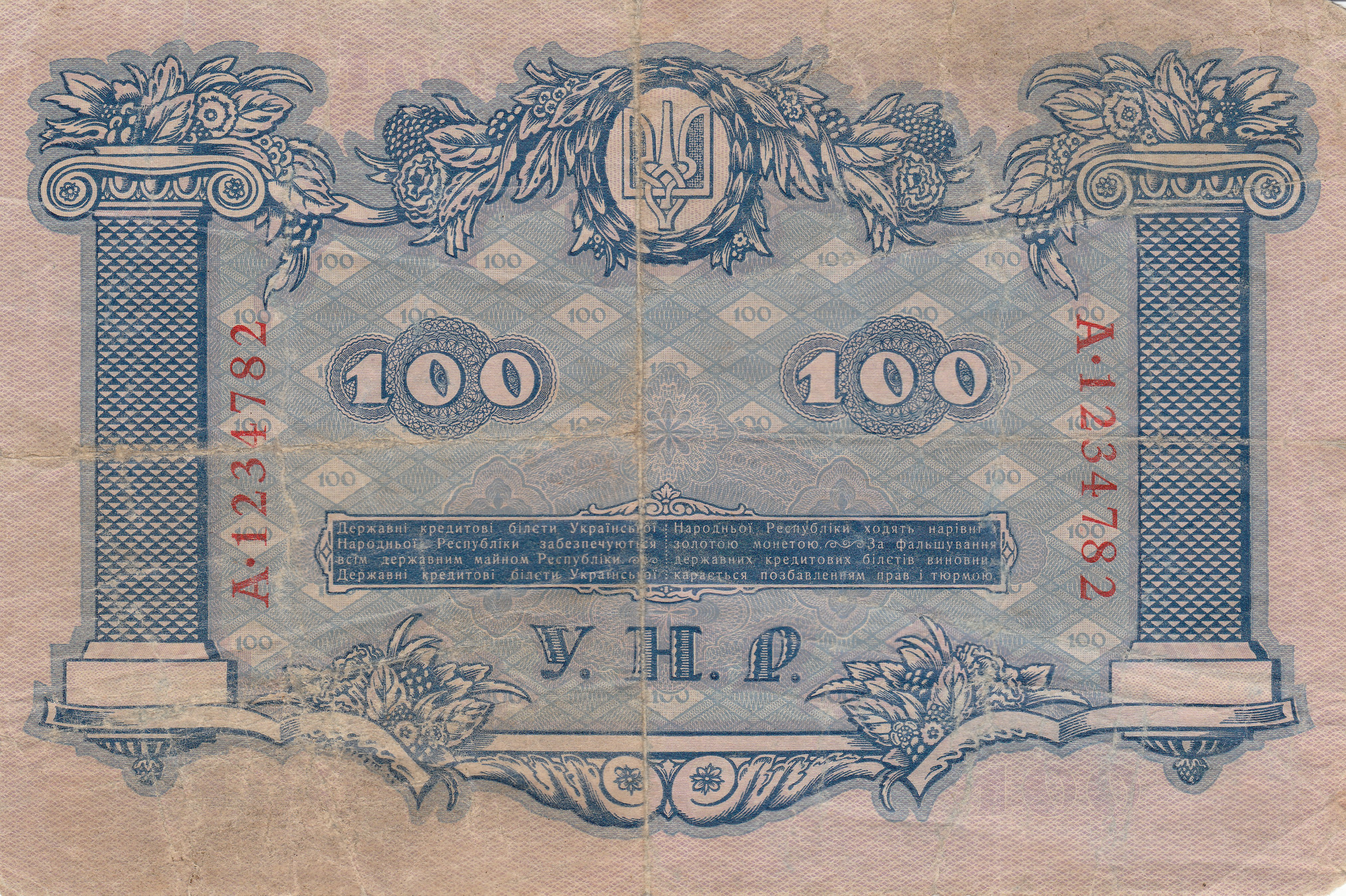
ウクライナ人民共和国の100フリヴニャ（裏）。
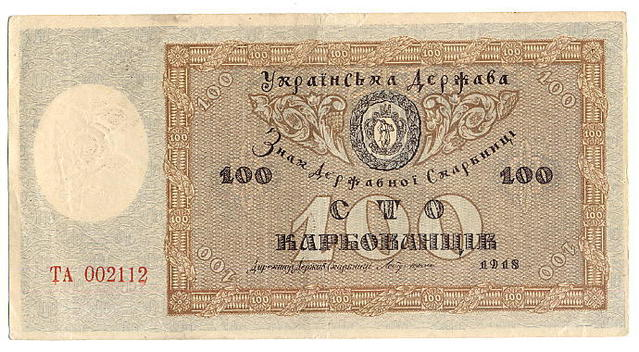
ウクライナ国の100カルボーヴァネツィ（表）。
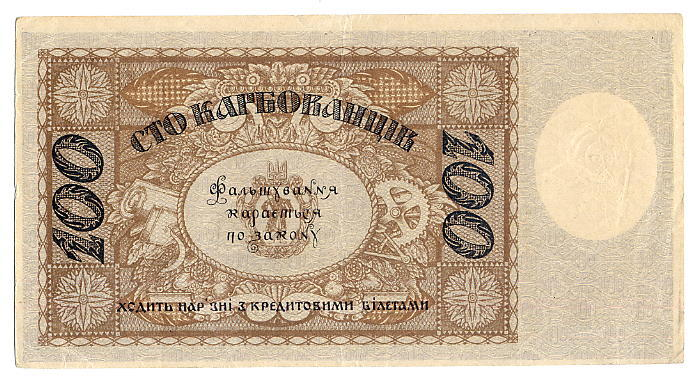
ウクライナ国の100カルボーヴァネツィ（裏）。

こうした中、3月1日には、新たな通貨単位としてフリヴニャが選定された。補助単位としてはシャーフが用いられた。この単位は、100シャーフおよび1/2カルボーヴァネツィに相当するとされ、2、10、100、500、1000、2000フリヴニャ紙幣が発行された。これらは、ドイツで造幣された。
4月のヘーチマンの政変によって成立したウクライナ国では、カルボーヴァネツィとクピュラ、シャーフが基本単位として用いられた。12月にディレクトーリヤが政権を奪取しウクライナ人民共和国を復活させると、基本単位はフリヴニャに置かれた。しかし、1919年10月までカルボーヴァネツィの発行は続けられた。その後、ウクライナ人民共和国は戦争に敗れて壊滅し、政府は海外へ亡命した。

### ソ連時代
ソ連時代、ウクライナではソ連カルボーヴァネツィと呼ばれる通貨が使用されたが、これはソ連全体で言うところのソ連ルーブリと同じものであった。ウクライナ的なフリヴニャは排除され、多くは破棄された。
1941年から1944年のあいだナチス・ドイツによってポーランドからベラルーシ、南ロシアにかけて建国された国家委員領ウクライナ（ライヒスコミッサリアート・ウクライナ）では、ソ連ルーブリにかわってカルボーヴァネツィが通貨単位として採用された。これは、ドイツの撤退と国家委員会の崩壊により廃止され、再びソ連ルーブリに戻された。

### ウクライナの独立時代
ウクライナの独立により、1992年にソ連時代に使用されていたソ連ルーブリにかわって採用されたのがカルボーヴァネツィ（通称クポーン）であった。

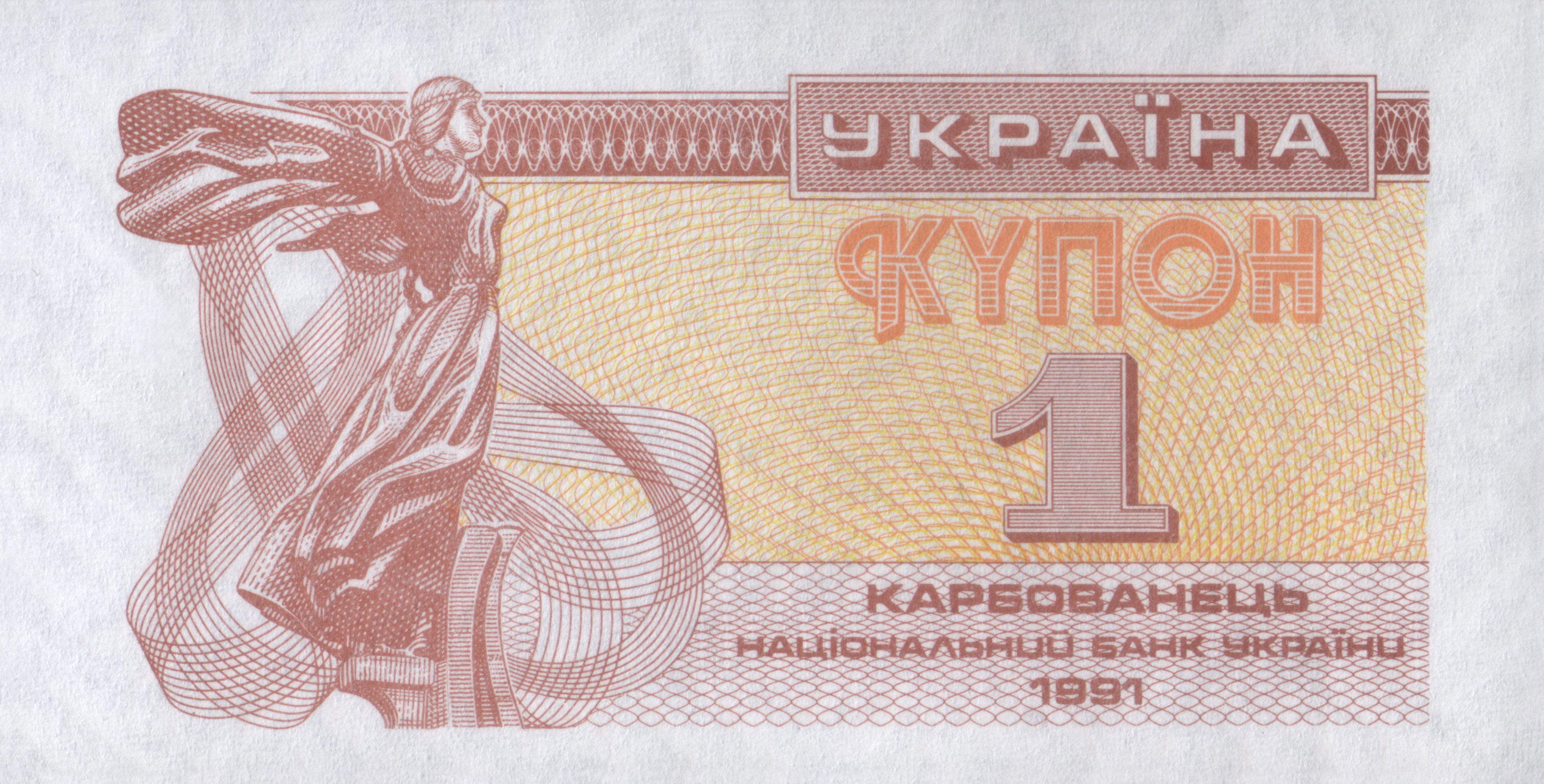
1クポーン（1991年）
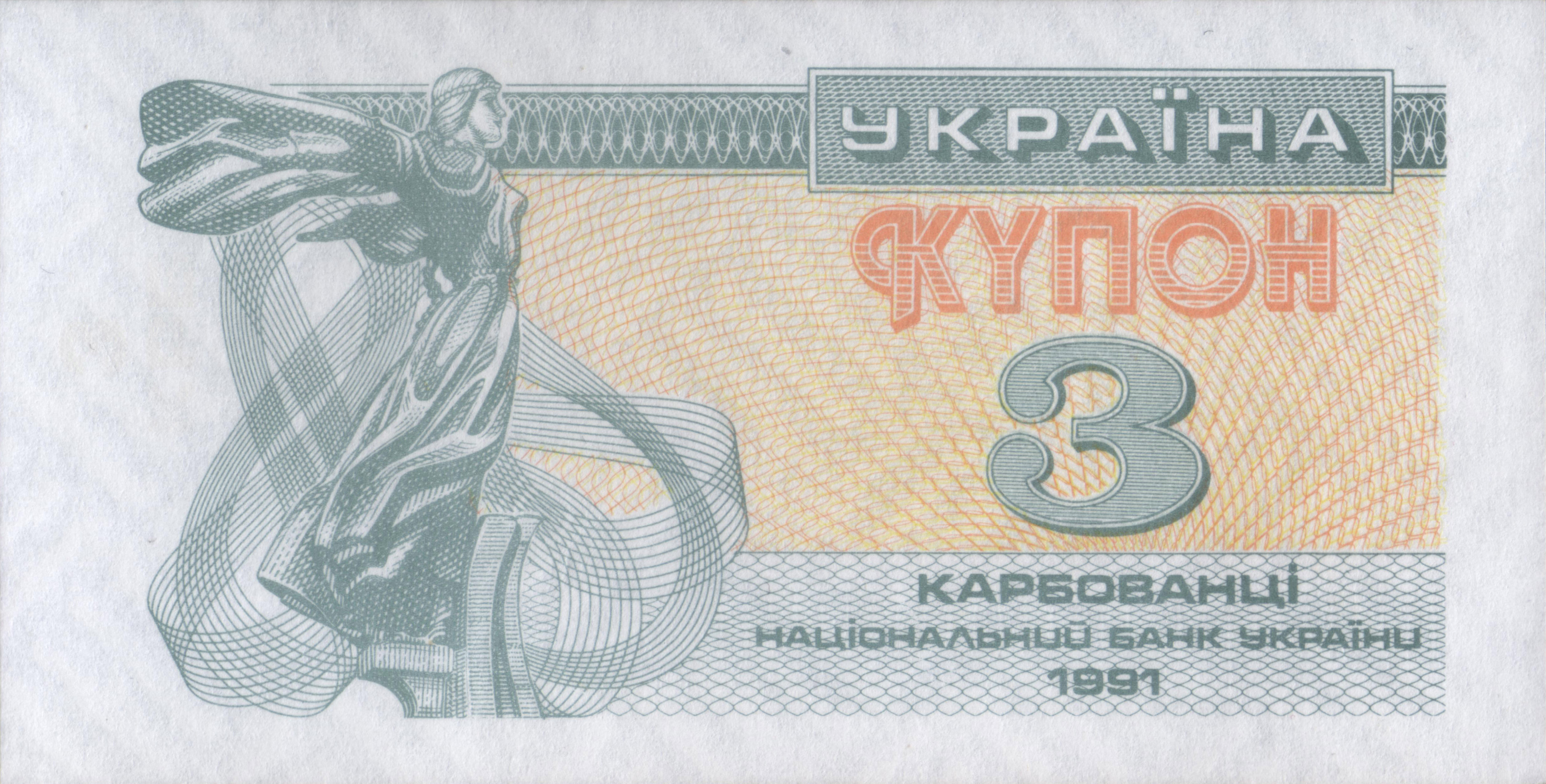
3クポーン（1991年）
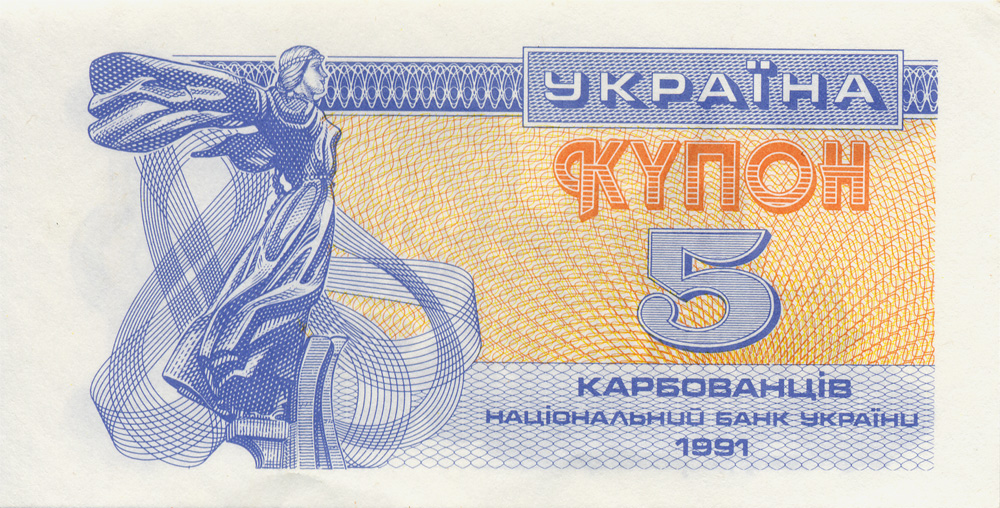
5クポーン（1991年）
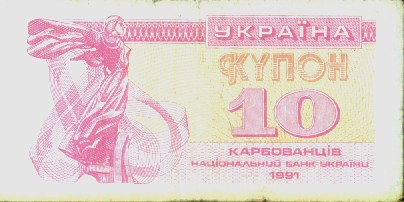
10クポーン（1991年）
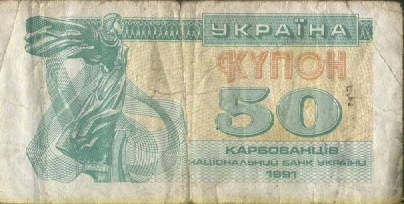
50クポーン（1991年）
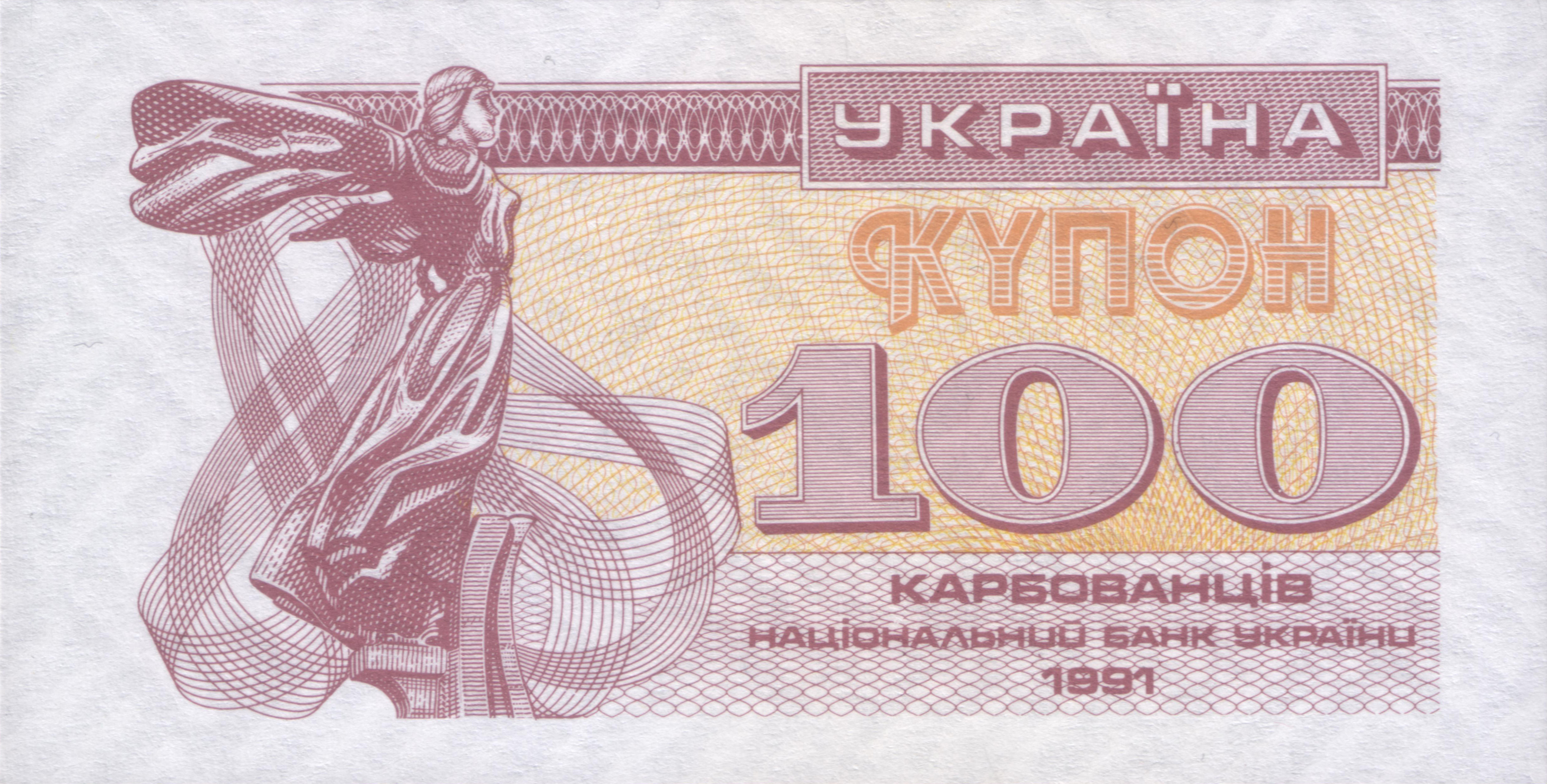
100クポーン（1991年）
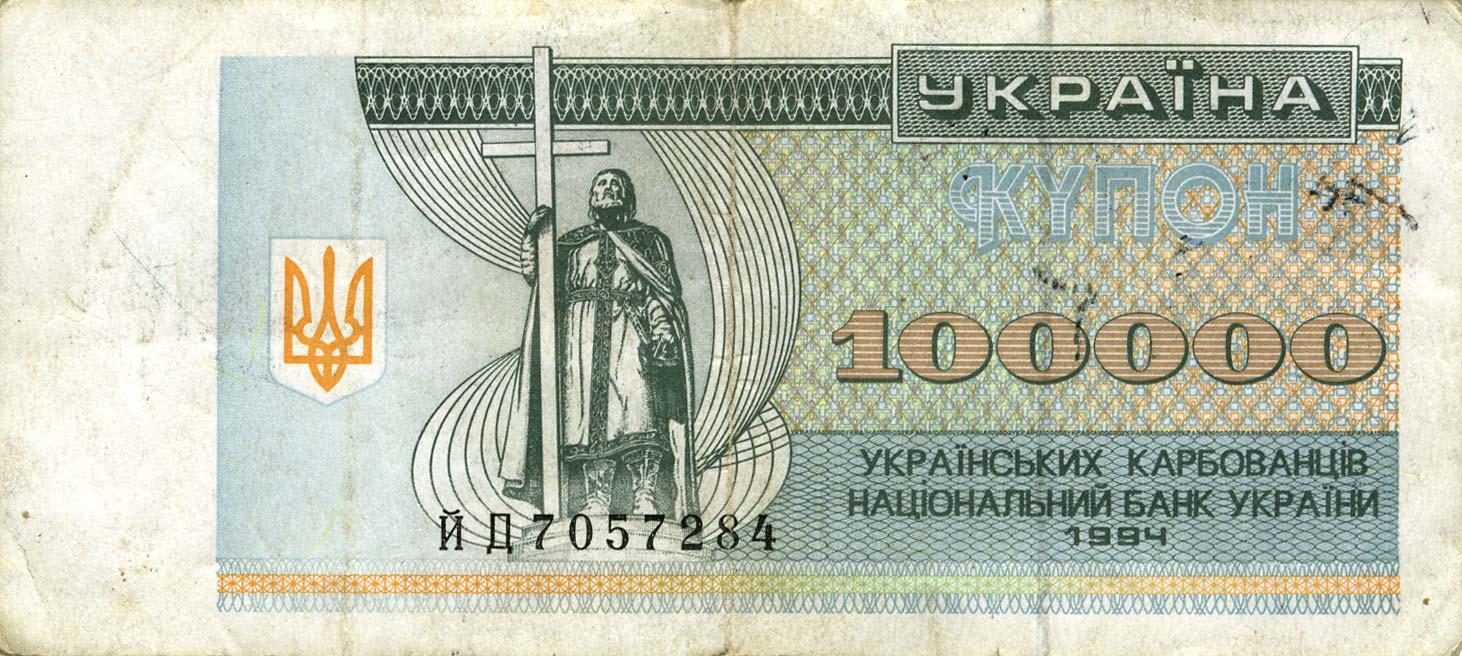
10万クポーン（1994年）
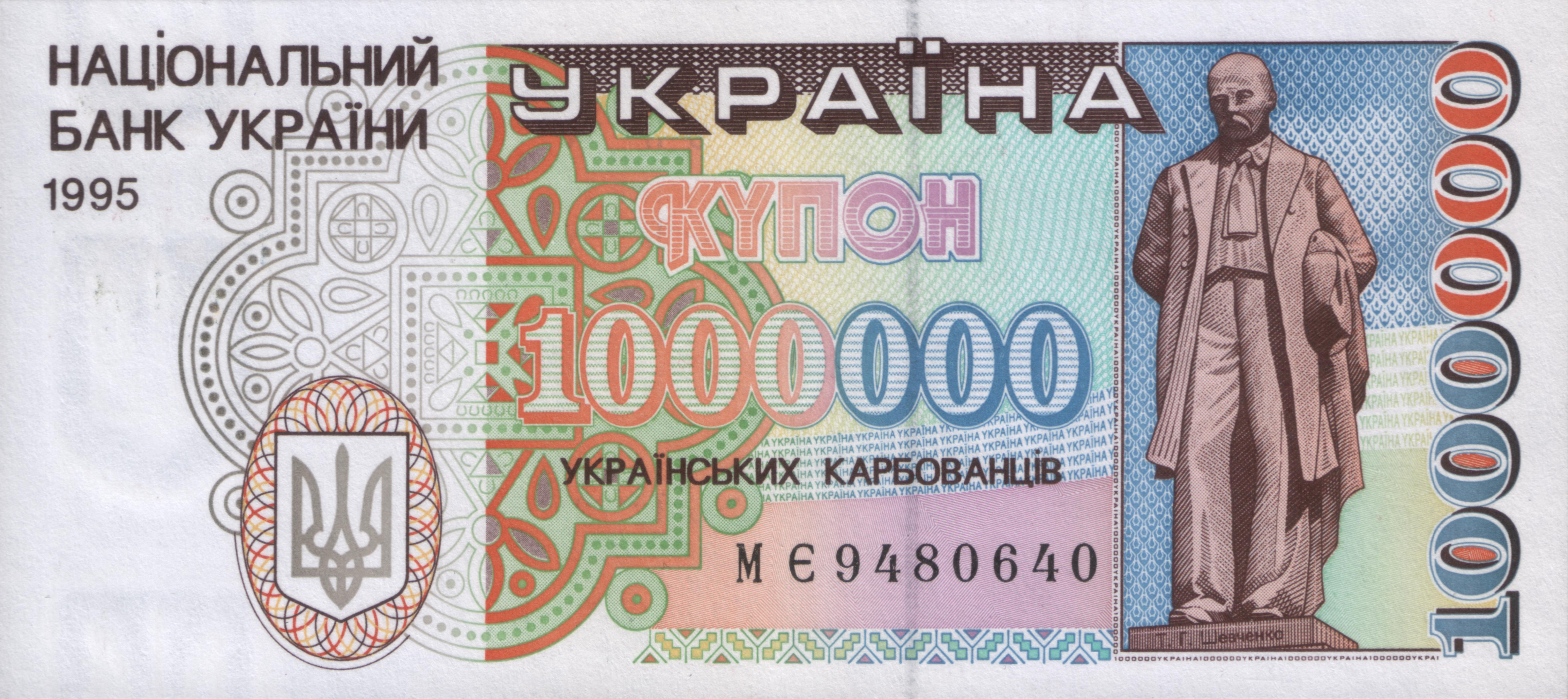
100万クポーン（1995年）

フリヴニャのサイン

しかし、経済の混乱もありこの通貨は一時的単位に終わった。極度のインフレにより流通する通貨の桁は数万から10万にまでなり、1996年には新たな通貨単位フリヴニャへの転換が実行された。それまでの10万カルボヴァーネツィが1フリヴニャに換算され、切り替えは年内に実施された。これは、実質的なデノミネーションであった。なお、補助単位としては1992年よりコピーカが用いられているが、ロシア系のこの単位のかわりにウクライナ系のシャーフを採用するという動きもあったが、実現されなかった。
2003年には、公募によりフリヴニャのサインが「₴」に決定された。2004年にウクライナ国立銀行が、フリヴニャを示す綴りとして混同されていたгривня (hryvnia) とгривна (hryvna) の語源の公式調査に着手した。その結果、гривна (hryvna) が女性用の装飾品を示していたこと、そしてгривня (hryvnia) が中世に使われていた通貨単位であることが確認され、以後гривня (hryvnia) が、正式名称となった。

## 紙幣・硬貨
現在流通している紙幣は第4版で、20、50、100、200、500、1000フリヴニャの6種類。流通している硬貨は、10、50コピーカ、1、2、5、10フリヴニャの6種類である。但し、紙幣には新旧大小等、同一価値のものでも数種類あるため、時折混乱のもとになっている。古い紙幣は嫌われ、あまりに古い場合は実質使用できなくなるため、ウクライナ人は手持ちの紙幣のうち古びたものから先に使おうとする傾向があるようである。
時折記念メダルも発行されているが、1フリヴニャのものが中心でありあまり高額のものは発行されていないようである。
金額が小さすぎるため、2019年10月1日には1、2、5コピーカ硬貨が流通停止となった。また2020年10月1日には、1、2、5、10フリヴニャ紙幣（最新版の1、2、5、10フリヴニャの硬貨の発行に伴う処置）と、額面の中途半端な25コピーカ硬貨が流通停止となった。これらの硬貨・紙幣については、流通停止後は銀行での現行の硬貨・紙幣との交換のみ可能とされたが、1、2、5コピーカ硬貨は流通停止後3年間を経過した2022年9月末限りで交換も停止されて現在では完全に失効となっている。また2024年現在では、10、50コピーカ硬貨の流通も稀となっている。

### 硬貨
| 1992年版の硬貨 | 1992年版の硬貨 | 1992年版の硬貨 | 1992年版の硬貨 | 1992年版の硬貨 | 1992年版の硬貨               | 1992年版の硬貨                                | 1992年版の硬貨          | 1992年版の硬貨 | 1992年版の硬貨 | 1992年版の硬貨 |
| 画像           | 画像           | 価値           | 技術的特性     | 技術的特性     | 技術的特性                   | 技術的特性                                    | 説明                    | 説明           | 説明           | 初造幣         |
| 表             | 裏             | 価値           | 長径 (mm)      | 厚さ (mm)      | 重さ（g）                    | 合金                                          | 縁                      | 表             | 裏             | 初造幣         |
| -------------- | -------------- | -------------- | -------------- | -------------- | ---------------------------- | --------------------------------------------- | ----------------------- | -------------- | -------------- | -------------- |
|                |                | 1 コピーカ     | 16             | 1.2            | 1.5                          | ステンレス鋼                                  | 無紋                    | 価値           | 国章           | 1992年         |
|                |                | 2 コピーカ     | 17.3           | 1.2            | 0.64 (1992–1996) 1.8 (2001–) | アルミニウム (1992–1996) ステンレス鋼 (2001–) | 無紋                    | 価値           | 国章           | 1992年         |
|                |                | 5 コピーカ     | 24             | 1.5            | 4.3                          | ステンレス鋼                                  | 縦溝                    | 価値           | 国章           | 1992年         |
|                |                | 10 コピーカ    | 16.3           | 1.25           | 1.7                          | 黄銅 (1992–1996) アルミニウム青銅 (2001–)     | 縦溝                    | 価値           | 国章           | 1992年         |
|                |                | 25 コピーカ    | 20.8           | 1.35           | 2.9                          | 黄銅 (1992–1996) アルミニウム青銅 (2001–)     | 縦溝・無紋              | 価値           | 国章           | 1992年         |
|                |                | 50 コピーカ    | 23             | 1.55           | 4.2                          | 黄銅 (1992–1996) アルミニウム青銅 (2001–)     | 縦溝・無紋              | 価値           | 国章           | 1992年         |
|                |                | 1 フリヴニャ   | 26             | 1.85           | 7.1(1995,1996) 6.9(2001–)    | 黄銅 (1992–1996) アルミニウム青銅 (2001–)     | 銘: ОДНА ГРИВНЯ、造幣年 | 価値           | 国章           | 1992年         |

| 最新版の硬貨 | 最新版の硬貨 | 最新版の硬貨  | 最新版の硬貨 | 最新版の硬貨 | 最新版の硬貨 | 最新版の硬貨           | 最新版の硬貨   | 最新版の硬貨 | 最新版の硬貨             | 最新版の硬貨 |
| 画像         | 画像         | 価値          | 技術的特性   | 技術的特性   | 技術的特性   | 技術的特性             | 説明           | 説明         | 説明                     | 初造幣       |
| 表           | 裏           | 価値          | 長径 (mm)    | 厚さ (mm)    | 重さ（g）    | 合金                   | 縁             | 表           | 裏                       | 初造幣       |
| ------------ | ------------ | ------------- | ------------ | ------------ | ------------ | ---------------------- | -------------- | ------------ | ------------------------ | ------------ |
|              |              | 1 フリヴニャ  | 18.9         |              | 3.3          | ニッケルメッキ鋼鉄     | 縦溝           | 国章・価値   | ウラジーミル1世          | 2018年       |
|              |              | 2 フリヴニャ  | 20.2         |              | 4.0          | ニッケルメッキ鋼鉄     | 縦溝           | 国章・価値   | ヤロスラフ1世            | 2018年       |
|              |              | 5 フリヴニャ  | 22.1         |              | 5.2          | ニッケルメッキ亜鉛合金 | 粗い縦溝・無紋 | 国章・価値   | ボフダン・フメリニツキー | 2019年       |
|              |              | 10 フリヴニャ | 23.5         |              | 6.4          | ニッケルメッキ亜鉛合金 | 粗い縦溝       | 国章・価値   | イヴァン・マゼーパ       | 2020年       |

### 紙幣

#### 第1版
| 初発行版 | 初発行版 | 初発行版      | 初発行版  | 初発行版 | 初発行版                 | 初発行版             | 初発行版 | 初発行版     |
| 画像     | 画像     | 価値          | 寸法 (mm) | 基色     | 説明                     | 説明                 |          |              |
| 表       | 裏       | 価値          | 寸法 (mm) | 基色     | 表                       | 裏                   | 造幣年   | 開始         |
| -------- | -------- | ------------- | --------- | -------- | ------------------------ | -------------------- | -------- | ------------ |
|          |          | 1 フリヴニャ  | 135 × 70  | 海松色   | ヴォロディーメル1世      | ヘルソネソスの遺跡   | 1992年   | 1996年9月2日 |
|          |          | 2 フリヴニャ  | 135 × 70  | 小豆色   | ヤロスラウ1世            | 聖ソフィア大聖堂     | 1992年   | 1996年9月2日 |
|          |          | 5 フリヴニャ  | 135 × 70  | 藍色     | ボフダン・フメリニツキー | 聖イッリャ教会       | 1992年   | 1996年9月2日 |
|          |          | 10 フリヴニャ | 135 × 70  | 青紫色   | イヴァン・マゼーパ       | キエフ洞窟大修道院   | 1992年   | 1996年9月2日 |
|          |          | 20 フリヴニャ | 135 × 70  | 鶯茶色   | イヴァン・フランコ       | リヴィウ・オペラ劇場 | 1992年   | 1996年9月2日 |

#### 第2版
| 第二発行版 | 第二発行版 | 第二発行版     | 第二発行版 | 第二発行版 | 第二発行版                         | 第二発行版           | 第二発行版 | 第二発行版    |
| 画像       | 画像       | 価値           | 寸法 (mm)  | 基色       | 説明                               | 説明                 |            |               |
| 表         | 裏         | 価値           | 寸法 (mm)  | 基色       | 表                                 | 裏                   | 造幣年     | 開始          |
| ---------- | ---------- | -------------- | ---------- | ---------- | ---------------------------------- | -------------------- | ---------- | ------------- |
|            |            | 1 フリヴニャ   | 133 × 66   | 緑色       | ヴォロディーメル1世                | ヘルソネソスの遺跡   | 1994年     | 1996年9月2日  |
|            |            | 2 フリヴニャ   | 133 × 66   | 小豆色     | ヤロスラウ1世                      | 聖ソフィア大聖堂     | 1995年     | 1997年9月1日  |
|            |            | 5 フリヴニャ   | 133 × 66   | 藍色       | ボフダン・フメリニツキー           | 聖イッリャ教会       | 1994年     | 1997年9月1日  |
|            |            | 10 フリヴニャ  | 133 × 66   | 青紫色     | イヴァン・マゼーパ                 | キエフ洞窟大修道院   | 1994年     | 1997年9月1日  |
|            |            | 20 フリヴニャ  | 133 × 66   | 茶色       | イヴァン・フランコ                 | リヴィウ・オペラ劇場 | 1995年     | 1997年9月1日  |
|            |            | 50 フリヴニャ  | 133 × 66   | 紫色       | ムィハーイロ・フレシェーヴシクィイ | 最高議会の議事堂     | 無記       | 1996年9月2日  |
|            |            | 100 フリヴニャ | 133 × 66   | 深緑色     | タラス・シェフチェンコ (高齢)      | 聖ソフィア大聖堂     | 無記       | 1996年9月2日  |
|            |            | 200 フリヴニャ | 133 × 66   | 青色       | レーシャ・ウクライーンカ           | ルーツィク城         | 無記       | 2001年8月22日 |

#### 第3版
| 第三発行版 | 第三発行版 | 第三発行版     | 第三発行版 | 第三発行版 | 第三発行版                         | 第三発行版                       | 第三発行版 | 第三発行版    |
| 画像       | 画像       | 価値           | 寸法 (mm)  | 基色       | 説明                               | 説明                             |            |               |
| 表         | 裏         | 価値           | 寸法 (mm)  | 基色       | 表                                 | 裏                               | 造幣年     | 開始          |
| ---------- | ---------- | -------------- | ---------- | ---------- | ---------------------------------- | -------------------------------- | ---------- | ------------- |
|            |            | 1 フリヴニャ   | 118 × 63   | 利休鼠色   | ヴォロディーメル1世                | ヴォロディーメル1世のキエフ城    | 2004年     | 2004年12月1日 |
|            |            | 1 フリヴニャ   | 118 × 63   | 青・黄     | ヴォロディーメル1世                | ヴォロディーメル1世のキエフ城    | 2006年     | 2006年5月22日 |
|            |            | 2 フリヴニャ   | 118 × 63   | 小豆色     | ヤロスラウ1世                      | 聖ソフィア大聖堂                 | 2004年     | 2004年9月28日 |
|            |            | 5 フリヴニャ   | 118 × 63   | 藍色       | ボフダン・フメリニツキー           | 聖イッリャ教会                   | 2004年     | 2004年6月14日 |
|            |            | 10 フリヴニャ  | 124 × 66   | 茜色       | イヴァン・マゼーパ                 | キエフ洞窟大修道院               | 2004年     | 2004年11月1日 |
|            |            | 20 フリヴニャ  | 130 × 69   | 緑色       | イヴァン・フランコ                 | リヴィウ・オペラ劇場             | 2003年     | 2003年12月1日 |
|            |            | 50 フリヴニャ  | 136 × 72   | 紫色       | ムィハーイロ・フレシェーヴシクィイ | 中央議会の議事堂                 | 2004年     | 2004年3月29日 |
|            |            | 100 フリヴニャ | 142 × 75   | 淡黄色     | タラス・シェフチェンコ (若齢)      | ドニプロ川とウクライナの琵琶法師 | 2005年     | 2006年2月20日 |
|            |            | 200 フリヴニャ | 148 × 75   | 牡丹色     | レーシャ・ウクライーンカ           | ルーツィク城                     | 2007年     | 2007年5月28日 |
|            |            | 500 フリヴニャ | 154 × 75   | 肌色       | フルィホーリイ・スコヴォロダ       | キエフ・モフィラ大学             | 2006年     | 2006年9月15日 |

#### 第4版（現行）
| 第四発行版 | 第四発行版 | 第四発行版      | 第四発行版 | 第四発行版 | 第四発行版                         | 第四発行版           | 第四発行版 | 第四発行版     |
| 画像       | 画像       | 価値            | 寸法 (mm)  | 基色       | 説明                               | 説明                 |            |                |
| 表         | 裏         | 価値            | 寸法 (mm)  | 基色       | 表                                 | 裏                   | 造幣年     | 開始           |
| ---------- | ---------- | --------------- | ---------- | ---------- | ---------------------------------- | -------------------- | ---------- | -------------- |
|            |            | 20 フリヴニャ   | 130 × 69   | 緑色       | イヴァン・フランコ                 | リヴィウ・オペラ劇場 | 2018年     | 2018年9月25日  |
|            |            | 50 フリヴニャ   | 136 × 72   | 紫色       | ムィハーイロ・フレシェーヴシクィイ | 中央議会の議事堂     | 2019年     | 2019年12月20日 |
|            |            | 100 フリヴニャ  | 142 × 75   | 淡黄色     | タラス・シェフチェンコ             | キエフ大学の紅棟     | 2014年     | 2015年3月9日   |
|            |            | 200 フリヴニャ  | 148 × 75   | 牡丹色     | レーシャ・ウクライーンカ           | ルーツィク城         | 2019年     | 2020年2月20日  |
|            |            | 500 フリヴニャ  | 154 × 75   | 肌色       | フルィホーリイ・スコヴォロダ       | キエフ・モフィラ大学 | 2015年     | 2016年4月11日  |
|            |            | 1000 フリヴニャ | 160 × 75   | 薄い青     | ウラジーミル・ヴェルナツキー       | ウクライナ国立学士院 | 2019年     | 2019年10月25日 |

## 記号の符号位置
| 記号 | Unicode | JIS X 0213 | 文字参照         | 名称           |
| ---- | ------- | ---------- | ---------------- | -------------- |
| ₴    | U+20B4  | -          | &#x20B4; &#8372; | フリヴニャ記号 |